# Hôtel de Villeroy (Paris, 1er arrondissement)
Pour les articles homonymes, voir Hôtel de Villeroy.
L'hôtel de Villeroy, également appelé ancien hôtel de la Poste ou hôtel de Villeroy Bourbon, est un hôtel particulier situé 34 rue des Bourdonnais dans le 1er arrondissement de Paris. Il a une deuxième entrée par le 9, rue des Déchargeurs.
Il fait partie des rares demeures aristocratiques subsistant au sud-ouest du quartier des Halles qui étaient à la fin du XVIe siècle et au début du XVIIe siècle insérées dans un réseau dense de maisons bourgeoises et populaires. Son escalier d'honneur a conservé tout son caractère original. Classé Monument historique en 1984, il abrite de nos jours des logements et le centre d'exposition « Crémerie de Paris ».

## Historique

### Hôtel de Villeroy Bourbon

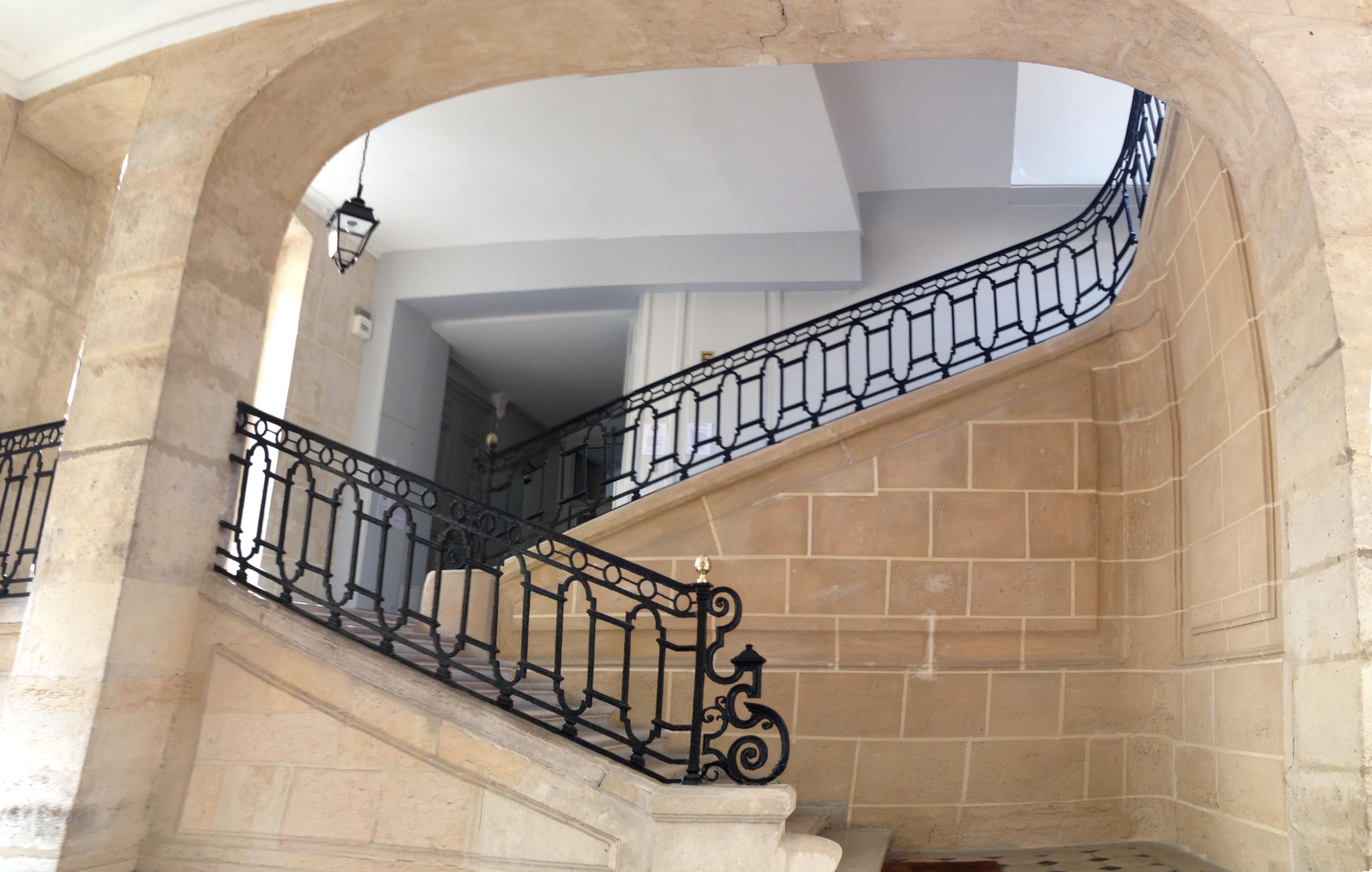
Les escaliers d'honneur de l'hôtel de Villeroy.

L'hôtel de Villeroy est étroitement lié à l'histoire de la famille de Neufville de Villeroy et à l'histoire du royaume de France.
Les premiers bâtiments ont été construits vers 1370 du côté de la rue des Bourdonnais. Sous Nicolas IV de Neufville de Villeroy (qui fut un des ministres les plus importants du royaume de France), le bâtiment s'est embelli progressivement devenant un haut lieu de littérature.
Son petit-fils, Nicolas de Neufville de Villeroy, maréchal de France, le fait raser puis reconstruire en 1640 sur les caves anciennes l'actuel hôtel de Villeroy. Il longeait à l'époque de sa construction la rue de la Limace, rasée en 1868 pour créer la rue des Halles. Le nom de l'architecte reste inconnu à ce jour.
Élevé à la cour du roi Louis XIII, Nicolas de Neufville devient à la mort de celui-ci éducateur du jeune Louis XIV. Le roi et son frère Philippe d’Orléans vivent alors au Palais-Royal, mais se rendent souvent à l'hôtel de Villeroy pour y jouer avec les enfants de Nicolas de Neufville, Catherine et François de Neufville de Villeroy, donnant naissance à une amitié à vie entre le roi et François de Neufville. Dans son testament Louis XIV le désigne ainsi comme éducateur de son successeur, son arrière-petit-fils, le futur Louis XV.

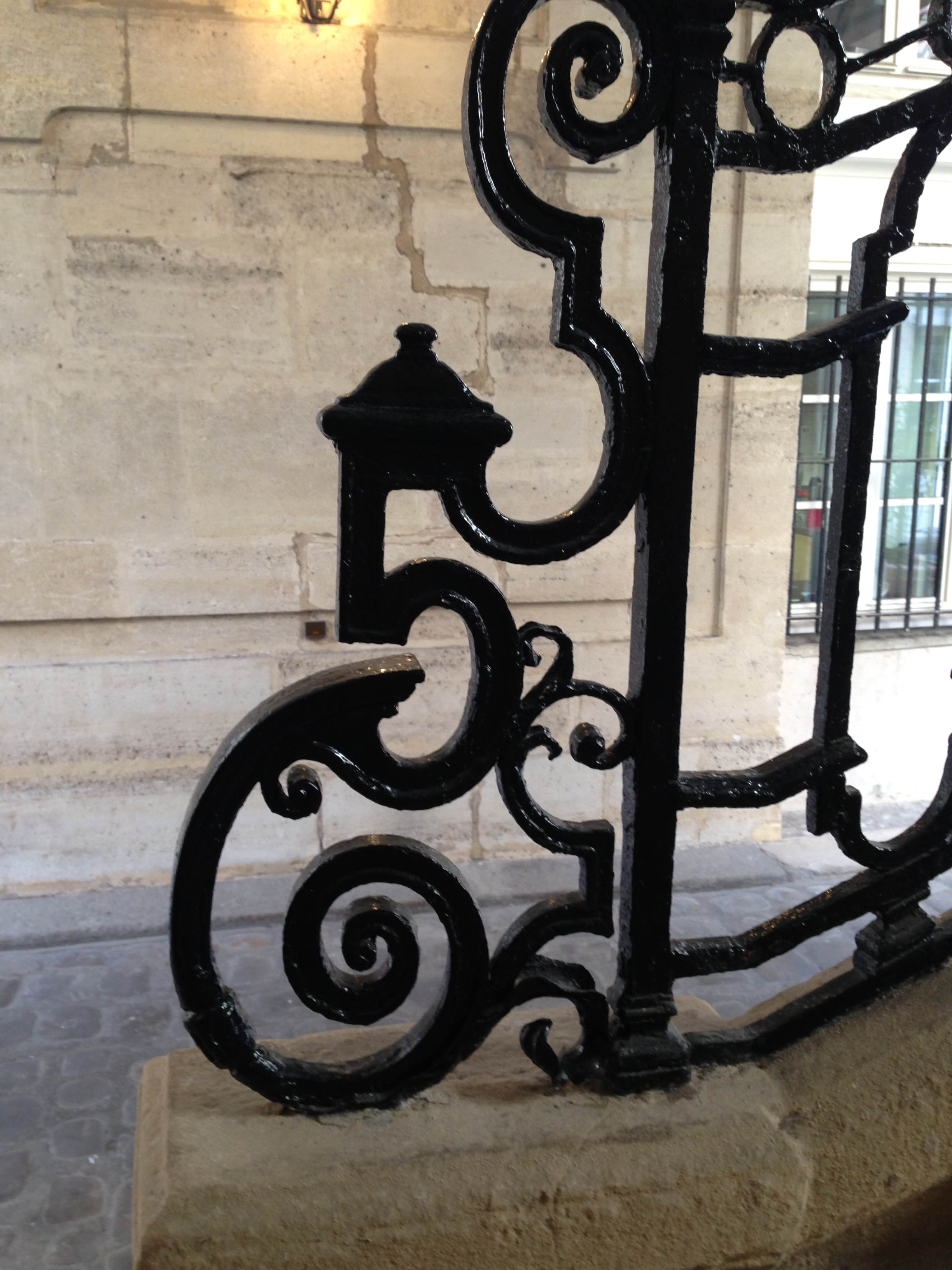
Detail d'un des deux symboles 5 qui se trouvent dans la rambarde de l'escalier d'honneur.

Un signe de la présence de Nicolas de Villeroy, 5e du nom, est le chiffre « 5 » forgé dans la rambarde de l'escalier d'honneur, pris en photo vers 1908 par Eugène Atget et qui avait dans les années 1920 fasciné la styliste Coco Chanel. Cette rambarde existe toujours.
La famille de Villeroy vend l'hôtel en 1671 à la famille de postiers Pajot et Rouillé.

### Hôtel de la Poste et Crémerie de Paris
De 1689 à 1738, l'hôtel abrite le premier bureau de la ferme générale des postes. S'y trouve un cabinet noir où le roi Louis XV prend connaissance de certains courriers expédiés.
Devenu propriété du grand magasin À la Belle Jardinière, une crémerie y est installée en 1870 rue des Déchargeurs, le reste du bâtiment servant à stocker les produits alimentaires écoulés aux Halles voisines.
Très délabré lors de la démolition des Halles (1971), il est menacé de céder la place à un vaste parking. Sous l'initiative d'un particulier, il est protégé in extremis par le ministre de la Culture qui l'inscrit à l'Inventaire des monuments historiques en décembre 1984, puis rénové.

### Cybercafé de Paris
255 ans après le départ de la poste, l'esprit « télécoms »[style à revoir] de l'ancien hôtel de la Poste est réactivé. En 1993, il est racheté par Ben Solms qui avait créé des boutiques indépendantes distribuant des produits de la marque Sony, déjà propriétaire de nombreuses boutiques dans le voisinage ayant valu à la rue des Halles le surnom de « rue Sony ». Le nouveau propriétaire y ouvre un magasin Electrica, puis transformé durant l'été 1995 en cybercafé, qu'il baptise le « Cybercafé de Paris ». Deuxième établissement du genre à Paris, après l’Orbital Café fondé par Nicolas Jardry en avril, il attire alors un grand nombre d’utilisateurs précurseurs d'Internet, essentiellement des Américains en voyage à Paris où les hôtels ne disposent pas encore de connexion.
Sous leur influence est créé le site web Phone Book of the World. Son annuaire est utilisé pour trouver des numéros de téléphone à travers le monde.
Le site internet Grand Hotels of the World est édité depuis l'hôtel de Villeroy et est rattaché au Phone Book of the World. Le site donne des informations culturelles sur les palaces les plus connus à travers le monde. Le logo du site s'inspire du chiffre 5 forgé dans l'escalier de l'hôtel de Villeroy Bourbon.

## Crémerie de Paris

### Expositions pour des grandes marques

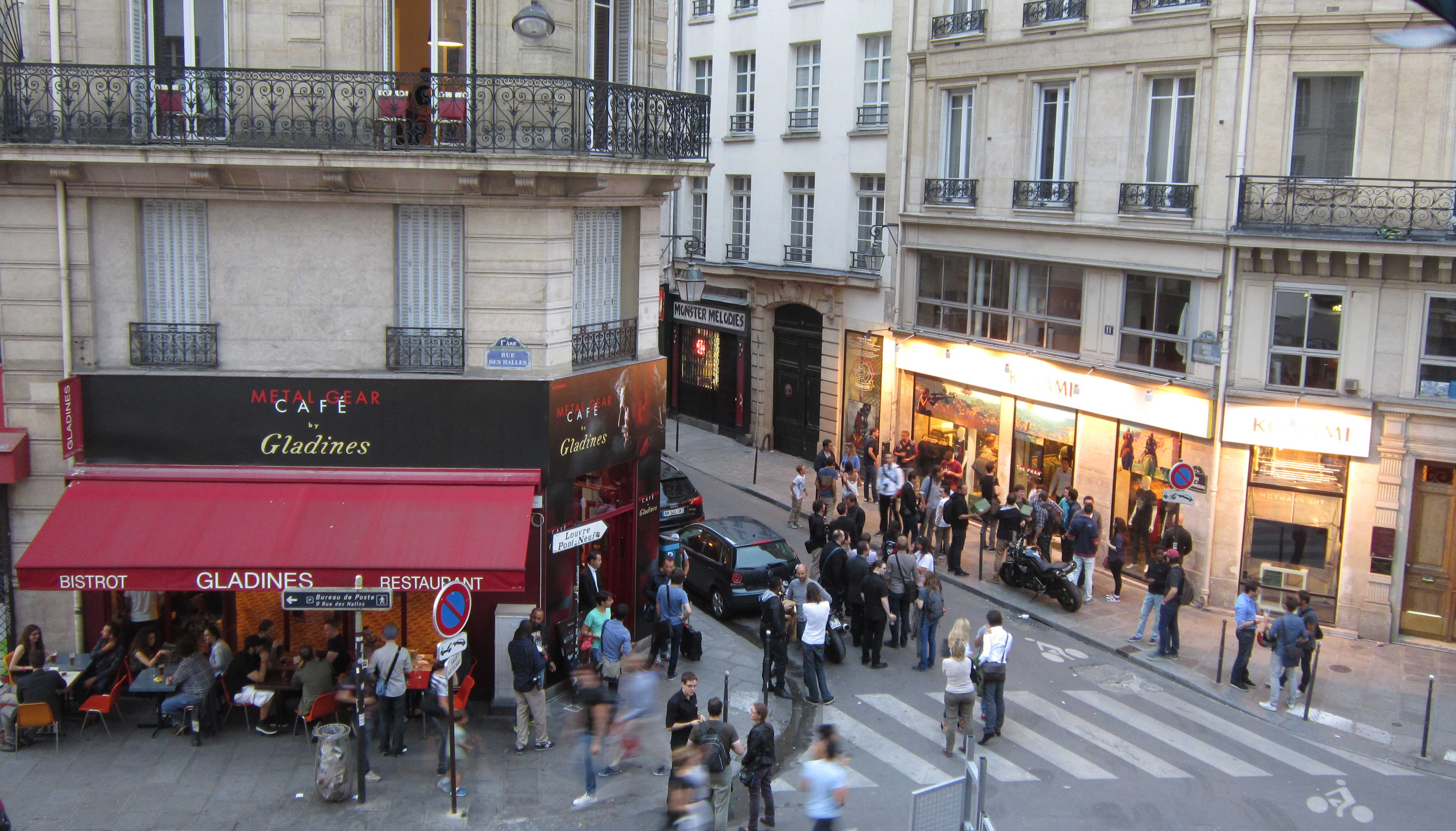
Crémerie de Paris no 1, no 3 et portail de l'hôtel de Villeroy Bourbon, le 26 août 2015, lors du lancement du Jeux vidéo Metal Gear par Brainwash pour le groupe japonais Konami.

Ouvert en 1995, le cybercafé, face à la démocratisation d'Internet et au déploiement du Wi-Fi, ferme en 2005.
En 2011, le lieu est transformé en un centre d'expositions, appelé la Crémerie de Paris, en mémoire de son ancienne activité.
Expositions Pop Up Stores / Boutiques éphémères : 
- juin 2012 : Nike Barber Shop[10], organisée par la société d’équipement sportif américaine Nike.
- septembre 2012 : Boutique Adopte un mec[11], organisée par le site internet français AdopteUnMec.
- octobre 2012 : exposition et boutique éphémère UGG[12], organisée par la marque américaine Deckers Outdoor Corporation.
- juin 2013 : exposition de motos organisée par le constructeur britannique Triumph (entreprise).
- Juillet 2013 : boutique éphémère G-Shock[13], organisée par l'horloger japonais Casio.
- octobre 2013 : exposition de lessives My Omo Store[14] organisée par Une Agence Américaine pour le groupe agroalimentaire anglo-néerlandais Unilever.
- juin 2014 : exposition Pokémon[15]. Présents à l'exposition, l'inventeur du jeu vidéo Pokémon Go et le compositeur de la musique de Pokémon, Junichi Masuda. La musique de Pokémon s'inspire en particulier du compositeur Igor Stravinsky qui avait déjà des liens avec la Crémerie de Paris à travers la styliste Gabrielle Chanel et la famille Romanov[16].
- décembre 2018 : Maison du père Noël imaginée par Amazon. L'exposition est présentée dans la grande Crémerie de Paris (hôtel de Villeroy) ainsi que dans les petites Crémeries de Paris avoisinantes. C'est la première fois que le distributeur internet Amazon ouvre une boutique physique[17].
- novembre 2019 : retour des Pokémon, avec la marque textile Celio[18].
- septembre 2020 : première boutique physique en France du géant de l'e-commerce chinois Alibaba Group avec une boutique éphémère AliExpress décorée par Tania Demayo[19],[20],[21].
- avril 2022 : lancement du manga Sakamoto Days par l'éditeur Glénat[22].
- février 2023 : lancement des boissons series limités par Coca-Cola. La première serie limitée se crée avec la chanteuse espagnole  Rosalia qui est l'égerie de la Boutique Ephémère [23].
- décembre 2023 : Pop Up Store à la Crémerie de Paris pour le lancement d'une série limitée des whisky Chivas Regal fait en collaboration avec l'artiste française Dolly Cohen. L'évènement est organisé par le groupe Pernod Ricard[24]. Chivas Rigal est une des plus importantes marques de whisky.

La plupart de ces expositions ont été accompagnées de tournages de films diffusés à travers le monde.

### Tournages de Film
- du 15 au 17 janvier 2017, le lieu est transformé en bijouterie pour le film En liberté ! de Pierre Salvadori[25].
- Du 21 au 22 août 2019 la Crémerie de Paris devient une salle de gym fréquentée par l'actrice Lily Collins dans Emily in Paris de Darren Star[26],[27],[28].

### Musée sur l'histoire du lieu
Entre différentes expositions, les vitrines de la Crémerie de Paris
se transforment en Musée avec une retroperspective de l'histoire de l'Hôtel de Villeroy Bourbon,
du marché des Halles et des Expositions du Passé.
Le portail de l’Hôtel de Villeroy Bourbon apparaît souvent dans les films ou des tournages pour le web 
comme un clin d’œil à la très riche histoire du bâtiment.